# Àngela Vallès Torrentbo
Àngela Vallès Torrentbo, també coneguda com a Àngela Vallès de Ferrer (Igualada, 1848 - Barcelona, 8 d'octubre de 1924), fou una mestra i científica catalana. Va ser sogra de Rosa Sensat i àvia d'Angeleta Ferrer.

## Biografia
Àngela Vallès formà part d'una generació de mestres professors i professores que van posar les bases per als grans canvis que es produirien en l'educació al primer terç del segle vint. Va mantenir posicions moderades en els conflictes que es van viure a la Normal de Barcelona, que enfrontaren joves professores amb la direcció del centre, però va exercir sempre una gran influència i comptava amb un gran prestigi acadèmic. Si bé no es pot dir que estigués clarament vinculada al catalanisme polític, estava plenament integrada en el món cultural i intel·lectual de l'època. Nascuda a Igualada, fou una de les primeres alumnes de la nova Escola Normal de Barcelona. Posteriorment, va estudiar per mestra normalista a Madrid (aquest títol, que habilitava per donar classe a escoles superiors i Normals, es podia estudiar a Barcelona en el cas dels nois; les noies només podien fer-ho a Madrid) i el 1887 ja participà en les conferències o “Conversaciones Pedagógicas” de la Normal de Barcelona, entre agost i setembre d'aquell any. Vallès va ser l'única conferenciant entre pedagogs de renom. En la seva exposició, Àngela Vallès va incidir en el caràcter pràctic, fonamentat en l'observació directa i en el mètode intuïtiu i ho exemplificà amb el desenvolupament d'una pràctica d'observació del cel una nit serena. Ja era, doncs, una mestra molt valorada abans de guanyar les oposicions, que aconseguí el 14 de març de 1891, amb quinze aspirants. Ingressà a l'Escola Normal com a auxiliar. Passà més tard a numerària en Ciències, fou professora d'aritmètica, física i química. Quan la directora Guéroult fou destituïda per un conflicte amb el professorat del centre, al 22 de gener de 1907, Àngela Vallès va exercir de directora provisional, encara que per poc temps. Continuà a l'Escola on exercí una influència notable fins que es va jubilar, el 19 d'abril de 1918.
Ja jubilada, trobem Àngela Vallès en la inauguració de l'Escola del Mar, el 3 d'agost de 1921, al costat d'altres personalitats del camp de l'educació. Després de morir, el 1924, hi ha constància que els seus fills van contribuir econòmicament (almenys fins al 1933) en diverses activitats de la Normal i en la creació d'una beca per a una estudiant amb pocs mitjans econòmics, com a forma d'homenatge a Àngela Vallès.

### Mentora de Rosa Sensat
Àngela Vallès va estar casada amb David Ferrer i Mitayna, home de ciències i excursionista. Comptaven a la seva llar familiar amb una bona biblioteca científica i de medicina. En aquesta casa va créixer, de petita, Rosa Sensat, que anà al col·legi Barcelonès que regentava Àngela Vallès al passeig de Gràcia. El mateix dia que Vallès va acceptar Rosa Sensat com a alumna a la seva escola, també la va acollir a casa seva, per tal que no hagués d'anar i tornar cada dia del Masnou. Rosa Sensat, als 12 anys, doncs, va començar a viure amb la família Ferrer-Vallès. Més endavant, s'acabaria casant amb el fill gran de la família, que també es deia David Ferrer, metge i científic com el seu pare. Una herència familiar que es transmetria a Rosa Sensat i a la seva filla Angeleta Ferrer.